# Nupserha oxyura
Nupserha oxyura là một loài bọ cánh cứng trong họ Cerambycidae.